# Sezefredo da Costa
Cardeal, właśc. Sezefredo Ernesto da Costa (ur. 7 listopada 1912 w Pelotas  – zm. 4 sierpnia 1949 w Montevideo) – piłkarz brazylijski grający na pozycji napastnika.

## Kariera klubowa
Cardeal karierę piłkarską rozpoczął w 1933 roku w klubie São Paulo FC, w którym grał do 1935. Rok 1936 spędził w klubie Farroupilha, z którego w 1937 roku wyjechał do Urugwaju, gdzie grał w Nacionalu Montevideo. Karierę zakończył w Fluminense FC w 1939. nie zdobył żadnego trofeum.

## Kariera reprezentacyjna
30 stycznia 1937 roku Cardeal zadebiutował w reprezentacji Brazylii w meczu z reprezentacją Argentyny podczas Copa América 1937, wchodząc na boisko za Niginho. 1 lutego z tym samym rywalem wystąpił drugi i zarazem ostatni raz w barwach canarinhos. Brazylia na Copa América 1937 zajęła trzecie miejsce.